# Municipio de Stewart (condado de Barnes)
El municipio de Stewart (en inglés: Stewart Township) es un municipio ubicado en el condado de Barnes en el estado estadounidense de Dakota del Norte. En el año 2010 tenía una población de 89 habitantes y una densidad poblacional de 0,95 personas por km².

## Geografía
El municipio de Stewart se encuentra ubicado en las coordenadas 47°1′24″N 98°9′00″O / 47.02333, -98.15000. Según la Oficina del Censo de los Estados Unidos, el municipio tiene una superficie total de 93.62 km², de la cual 93,61 km² corresponden a tierra firme y (0 %) 0 km² es agua.

## Demografía
Según el censo de 2010, había 89 personas residiendo en el municipio de Stewart. La densidad de población era de 0,95 hab./km². De los 89 habitantes, el municipio de Stewart estaba compuesto por el 100 % blancos. Del total de la población el 0 % eran hispanos o latinos de cualquier raza.